# Henschel Hs P.122
De Hs P.122 is een project voor een zwaar jachtvliegtuig/jachtbommenwerper dat werd ontworpen door de Duitse vliegtuigbouwer Henschel.

## Ontwikkeling
Er werd voor dit ontwerp gebruikgemaakt van een staartloze configuratie en het was een van de laatste ontwerpen voor een zwaar jachtvliegtuig dat aan het Reichsluftfahrtministerium werd aangeboden tijdens de oorlog. Het ontwerp werd in het begin van 1945 ingediend.
Het was bedoeld voor gebruik op grote hoogte. Het gehele toestel was van metaal vervaardigd. Het was de bedoeling om met het toestel ver het vijandelijk gebied binnen te dringen en daar de bommenwerpers tijdens of direct na de start te onderscheppen. Hier kon men het vliegveld aanvallen met behulp van bommen en raketten.
Door de hoge snelheid en de grote hoogte waarop men opereerde was er geen extra defensieve bewapening aangebracht.
De bemanning bestond uit twee man en zat in de cockpit die in de rompneus was aangebracht en als drukcabine uitgevoerd. De vleugels waren laag tegen de rompzijkant geplaatst en waren van een pijlstand van 30 graden voorzien. De twee Heinkel He S 018-straalmotoren waren in gondels onder de vleugels aangebracht.
Er kon een bommenlading van 1.500 kg worden vervoerd.
Het ontwerp kwam niet verder dan de tekentafel.